# Партия зелёных Новой Зеландии
Партия зеленых Аотеароа Новой Зеландии (маори Rōpū Kākāriki o Aotearoa, Niu Tireni), широко известная как Зелёные — зелёная и левая политическая партия в Новой Зеландии. Как и у многих зелёных партий по всему миру, у неё есть четыре организационных столпа (экология, социальная справедливость, демократия и ненасилие). Идеология партии сочетает энвайронментализм с левой и социал-демократической экономической политикой, включая хорошо финансируемые и контролируемые на местном уровне общественные услуги в рамках устойчивой экономики. На международном уровне она связана с Глобальными зелёными.
Партия зелёных состоит из двух солидеров — мужчины и женщины. Джеймс Шоу был солидером-мужчиной с 2015 года, а Марама Дэвидсон — солидером партии с 2018 года. Это четвёртая по величине политическая партия в Палате представителей, которая согласилась поддержать Шестое лейбористское правительство. На парламентских выборах в Новой Зеландии 2020 года Партия зелёных получила 7,6 % голосов партии и получила 10 депутатов. Этот показатель вырос с 6,3 % и 8 мест на парламентских выборах в Новой Зеландии в 2017 году. Партия зелёных участвует во многих выборах в местные органы власти по всей Новой Зеландии. В 2019 году Аарон Хокинс был избран мэром Данидина. В Окленде Партия зелёных ведет кампанию вместе с Лейбористской партией под политическим знаменем City Vision.